# Сражение у мызы Рауге
Сражение у мызы Рауге (швед. Slaget vid Rauge) — три боевых столкновения местного значения, произошедших в один день 4 (15) сентября 1701 год (5 сентября по шведскому календарю) между отрядами русского Большого полка воеводы Б. П. Шереметева и малочисленными шведскими постами командующего шведским Лифляндским полевым корпусом полковником В. А. фон Шлиппенбахом в ходе Великой Северной войны у трёх мыз — Раппин (Ряпина), Ней-Казариц (Вастсе-Казаритса) и Рауге (Рыуге). Результаты боёв, несмотря на численное преимущество русских войск, носили неопределённый характер. Тем не менее каждая из сторон донесла о своей победе. По итогам боёв обе стороны понесли примерно одинаковые потери, а русские войска были вынуждены отойти на собственную территорию.

## Предыстория
В кампанию 1701 года шведский король изменил направление своего удара. Его внимание было переключено на саксонского кюрфюста Августа Сильного, и основная армия короля ушла в Польшу. В Лифляндии остался лишь небольшой корпус шведских войск под командованием полковника Шлиппенбаха. Тем временем русские войска благодаря усилиям Петра I по реформе армии стали оправляться от прошлогоднего поражения при Нарве. Осенью 1701 года войска воеводы Б. П. Шереметева стали совершать беспокоящие рейды в прибалтийские владения Швеции. В сентябре на территорию Лифляндии по приказу царя вторглись одновременно три отряда «для промыслу и поиску неприятелских войск и раззорения жилищ их». Все три отряда отправились 3 сентября из Печерского монастыря.

## Состав сил

### Русские войска
Самым многочисленным был отряд под командованием сына Б. П. Шереметева стольника Михаила Борисовича Шереметева.
В его составе были:
- драгунские полки:

Ефима Гулица — 600 человек;
Семена Кропотова — 908 человек;
Михаила Зыбина — 890 человек;
- Слободские Черкасские полки:

Ахтырский Ивана Перекреста — 630 человек;
Сумский Андрея Кондратьева — 830 человек;
Харьковский Фёдора Донца — 580 человек;
Изюмский Фёдора Шидловского — 346 человек;
Острогожский Федора Куколя — 300 человек;
Полтавский Ивана Искры — 1500 человек.
- Смоленская шляхта генерал-майора Б. С. Корсака — 720 человек;
- Смоленские рейтары и грунтовые казаки полковника Станкевича — 772 человека;
- Татары и казаки Бахматева — 1973 человека;
- Татары и казаки Бориса Кереитова — 150 человек;
- Гаврило Кобен с Курскими калмыками — 58 человек;
- 3 роты Новгородского разряда (гусары, копейщики и рейтары) — 320 человек;
- 2 роты Московского чина (стольники, стряпчие и жильцы) — 158 человек.

Всего по Журналу Шереметева 11 042 человек, из них к регулярным частям относились только 2398 человек из состава драгунских полков.
Второй отряд под командованием полковника Саввы Васильевича Айгустова состоял из:
- Пехотные полки:

Саввы Айгустова — 900 человек;
Юрия Шкота — 900 человек;
- Стрелецкий полк Василия Козодавлева — 800 человек;
- Запорожские Черкасские полки:

Ивана Сухого;
Гадяцкий.
Всего 5260 человек.
Третий отряд возглавлял стольник Яков Никитич Римский-Корсаков:
- ратные люди Новгородского разряда:

гусары — 351 человек
копейщики — 393 человека;
- Рейтарские полки:

Ивана Кокошкина — 1019 человек;
Михаила Франка — 1054 человека;
Федора Ушакова — 180 человек;
- Драгунские полки:

князя Ивана Львова — 800 человек;
Федора Новикова — 600 человек.
Всего 3717 человек.
Таким образом, общие силы трёх вторгшихся русских отрядов составили почти 20 000 человек.

### Шведские войска
Противостоящие шведские силы составляли малочисленные разбросанные отряды, относящиеся к второсортным войскам. Лучшими боевыми качествами отличались рейтары Карельского и Оболенского кавалерийских полков, принадлежавших к финским формированиям индельты, а также наёмные драгуны полка В. А. фон Шлиппенбаха.
В Раппине находился шведский отряд под командованием майора Андерса Людвига фон Розена в составе около 550 человек, в том числе:
- около 200 драгун Эстляндского «пасторского» ланд-драгунского батальона (или «швадрона») майора А. Л. фон Розена;
- около 50 мушкетёров из Лифляндского вербованного батальона подполковника барона Х. Х. фон Ливена;
- около 100 финских tripleringen (рекрутов «трехлюдного» набора);
- около 200 бойцов ланд-милиции;
- две пушки малого калибра.

У мызы Ней-Казариц (Neu-Kasaritz) находился шведский пост из примерно 160 человек. Ими командовал ротмистр Оболенского кавалерийского (рейтарского) полка барон Берндт Ребиндер.
На мызе Рауге шведы имели примерно 250 человек — 100 пехотинцев под командой капитана Лифляндского вербованного пехотного полка Хеймерта Юхана фон Нолькена и 150 рейтаров под командой ротмистра Карельского кавалерийского полка Отто Рейнхольда Брусина.
В селении Кирумпэ (Кирумпя), находилась штаб-квартира полковника Шлиппенбаха и располагались главные силы шведских войск (всего около 2000 человек).

## Бой у Раппиной мызы
Отряд Михаила Шереметева подошёл к Раппину ранним утром. Несмотря на относительную малочисленность шведских войск, они занимали укреплённую позицию и представляли серьёзную силу для иррегулярных, в основной массе, русских войск. Поэтому М. Б. Шереметев применил хитрость: для отвлечения внимания шведов он направил против них с фронта все три драгунских полка, которые дважды пытались переправиться через речку Воо (Выбовка), но были отбиты шведским пикетом из 150 драгун под командой капитана Хермана Рейнхольда фон Штрассбурга.
Тем временем остальная русская конница скрытно перешла реку юго-западнее Раппина и затем обрушилась на отряд Розена с тыла, со стороны раппинской церкви и пастората. Окруженные шведы продолжали упорно сопротивляться на протяжении четырёх часов. Бой продолжался до 14 часов, но в конце концов шведы были задавлены числом и большей частью уничтожены. Бегством смогло спастись чуть более 100 человек. 80 человек попали в плен. Остальные, более 400 человек, включая командующего постом майора А. Л. фон Розена, погибли в бою. Но и не все сдавшиеся в плен остались целы. В Псков 5 сентября были приведены только 33 человека, остальные «от ран померли и черкасы порубили».
Русским в качестве трофеев достались 3 драгунских знамени, 2 пушки, 104 фузеи, 14 карабинов, 37 пар пистолетов и 65 шпаг. Русские потери, по Журналу Б. П. Шереметева — всего 9 убитых и 51 раненый, но они явно занижены, учитывая продолжительность и характер боя. По подсчётам поздних исследователей, они могли достигать 200—300 человек.

## Бой у мызы Ней-Казариц
Одновременно с боем у Раппина, у мызы Ней-Казариц был атакован шведский пост русским отрядом полковника Саввы Васильевича Айгустова. Командующий постом, ротмистр Ребиндер, до начала боя успел послать нарочного к Шлиппенбаху, находившемуся в селении Кирумпэ с главными силами. Полковник В. А. фон Шлиппенбах немедленно выступил на помощь Ребиндеру во главе 300 драгун полка своего имени (Лифляндского драгунского полка Шлиппенбаха). Между тем русские войска С. В. Айгустова, встретив на своём пути небольшой шведский караул, уничтожили его, но затем против них выступил из мызы весь отряд ротмистра Ребиндера. Завязался бой, в котором шведам удалось сдержать намного сильнейшего противника до подхода Шлиппенбаха с драгунами. Прибытие этого подкрепления вынудило русских поспешно отступить к границе. Их потери (по оценкам Хельдура Палли) составляли 100—150 человек, тогда как шведы потеряли около 50 чел.

## Бой у мызы Рауге
Шведский отряд в Рауге занимал укреплённые позиции на ограждённом кладбище у церкви, на холме. К востоку от холма находилось естественное препятствие — болото. Чтобы подобраться к мызе, русским пришлось перебросить через болото настил из брёвен, на сооружение которого было затрачено много времени. В произошедшем бою особенно отличились драгуны Новикова, которые в пешем порядке атаковали неприятеля. В плен к русским попало 13 человек. Ещё 35 загнали в мызу, где и «пожгли».
Между тем полковник В. А. фон Шлиппенбах, спешивший из Кирумпэ к Ней-Казарицу, получил от беглецов-крестьян известие о том, что русские крупными силами атаковали пост в Рауге. Он тотчас выслал к этой мызе 300 рейтаров под начальством ротмистров Лоренца фон Херцфельда, Рейнхольда фон Кёлера и Якоба Хенрика Де ла Мотта (двое первых командовали ротами Карельского кавалерийского полка, а третий — ротой Обуленского кавалерийского полка).
Кроме того, Шлиппенбах направил к Рауге 180 человек пехоты и 60 драгун с двумя пушками под общим командованием подполковника барона Ханса Хенрика фон Ливена. Позже, когда русская группа Айгустова уже была отогнана от Ней-Казарица, Шлиппенбах выслал к Рауге ещё 60 человек с двумя пушками — этим подкреплением командовал подполковник Карл Адам Штакельберг, шеф вербованного пехотного батальона своего имени. Затем туда же последовал сам полковник фон Шлиппенбах с основными силами.
Первыми из всех вышеназванных подкреплений на поле боя у Рауге подоспели 300 рейтаров Карельского и Обуленского полков, однако их прибытие не привело к изменению общей обстановки. Под натиском многочисленного противника шведская кавалерия была вынуждена отойти под прикрытие укреплений. Между тем пехота Ливена запаздывала, и раньше неё к мызе прибыли 60 солдат и 2 пушки полковника К. А. Штакельберга. Эта небольшая группа шведов атаковала русских с тыла и под прикрытием огня пушек пробилась к кладбищу. Затем подошёл подполковник фон Ливен с пехотой. Русские, видя усиление шведских рядов, начали отходить, причём «языков 13 человек порубили». При отступлении войска Корсакова, вышедшие на дорогу, были частью рассеяны, частью отброшены через границу. По современным оценкам, потери русских достигали 200 человек, тогда как шведы в бою при Рауге потеряли не более 50 человек.

## Итоги
Так как русские войска были вынуждены отступить, Шлиппенбах не преминул воспользоваться этим, чтобы донести о бое в наиярчайших красках. По преувеличенным свидетельствам шведов, они противостояли 50 000 человек и нанесли им поражение, потеряв всего 30 человек. В то же время, якобы, русские войска во всех трёх боях потеряли 1500—2000 человек убитыми и пленными. Вся Европа была введена в заблуждение. Победную реляцию подхватили европейские газеты, в частности дружеские шведам голландские, которые приписывали русским силы в 100 тысяч человек. Карл XII по итогам боёв присвоил Шлиппенбаху звание генерал-майора.
В то же время Шереметев также не считал себя побеждённым. В своём Журнале он доносил явно заниженные цифры потерь — всего 23 человека убитыми и 62 ранеными, но при этом только в драгунском полку Новикова он указал убитыми 15 и ранеными 10 человек.
По подсчётам Хельдура Палли, примерный урон русской стороны при Раппине, Ней-Казарице и Рауге составляет 650 человек, тогда как шведские войска, по его подсчётам, потеряли около 500 человек (из них 400 — в бою у Раппина).
Тем не менее инициатива действий в Прибалтике перешла к русским. Противостоящие им здесь силы шведов были очень слабы. Уже в конце декабря Шлиппенбах был первый раз крупно разбит Шереметевым в битве при Эрестфере.